# Mauricio Alfaro
Mauricio Alberto Alfaro Valladares (né le 13 février 1956 à Zacatecoluca au Salvador) est un joueur de football international salvadorien qui évoluait au poste de milieu de terrain, avant de devenir ensuite entraîneur.

## Biographie

### Carrière de joueur

#### Carrière en club
Mauricio Alfaro joue principalement en faveur du Platense Zacatecoluca, du CD FAS, et du Cojutepeque FC.
Il remporte un titre de champion du Salvador avec le Club Deportivo FAS.

#### Carrière en sélection
Mauricio Alfaro joue 41 matchs en équipe du Salvador, inscrivant trois buts, entre 1977 et 1989.
Il dispute quatre matchs rentrant dans le cadre des éliminatoires du mondial 1982, quatre matchs comptant pour les éliminatoires du mondial 1986, et enfin un match lors des éliminatoires du mondial 1990. Il inscrit deux buts lors de ces éliminatoires.
Il figure dans le groupe des sélectionnés lors de la Coupe du monde de 1982. Lors du mondial organisé en Espagne, il joue un match contre l'Argentine.

### Carrière d'entraîneur
Il dirige l'équipe du Salvador des moins de 20 ans lors de la Coupe du monde des moins de 20 ans 2013 organisée en Turquie.

## Palmarès
| Alianza - Copa Interclubes UNCAF : - Finaliste : 1980. |  | FAS - Championnat du Salvador (1) : - Champion : 1984. - Vice-champion : 1983. |